# HCard
hCard est un microformat pour publier les détails de contact des personnes, organisations et lieux, en (X)HTML, Atom, RSS, ou XML. hCard est une représentation conforme du standard vCard (RFC 2426).
Il permet aux outils de parsage (par exemple à d'autres sites web, ou à l'extension de Firefox Operator) d'extraire les détails et de les afficher en utilisant un autre site web ou outil de cartographie, de les indexer ou de les chercher, ou de les charger dans un programme de gestion de carnet d'adresses.

## Exemple
```
<ul
 
class=
"vcard"
>

    
<li
 
class=
"fn"
>
Jean
 
Lebon
</li>

    
<li
 
class=
"org"
>
La
 
Société
 
Exemple
</li>

    
<li
 
class=
"tel"
>
604-555-1234
</li>

    
<li><a
 
class=
"url"
 
href=
"http://exemple.com/"
>
http://exemple.com/
</a></li>

</ul>

```

Ici le nom formel (fn), l'organisation (org), le numéro de téléphone (tel) et l'url ont été identifiés en utilisant des noms de classes spécifiques ; et la totalité de l'ensemble est emballé dans class="vcard", (voir vCard) qui indique que les autres classes forment une hCard, et ne sont pas nommés par pure coïncidence. D'autres classes, optionnelles de hCard existent aussi.
Il est désormais possible pour le logiciel, par exemple pour les plugiciels des navigateurs, d'extraire l'information et de la transférer vers d'autres applications, telles qu'un carnet d'adresses.

## Autres attributs
D'autres attributs de hCard communément utilisés comprennent
- bday - une date de naissance de personne
- email
- honorific-prefix
- honorific-suffix
- logo
- nickname
- note - texte libre
- photo
- post-office-box

### Geo
Le microformat Geo fait partie de la spécification hCard, et est souvent utilisé pour inclure les coordonnées d'un lieu dans une hCard.

## Utilisateurs
Parmi les organisations et les autres sites web qui utilisent hCard :
- Université d'Alabama à Birmingham
- The British Museum sur
- Université d'Édimbourg
- Flock
- Harvard Business School
- Last.fm - pages des utilisateurs
- Lyro - carte de visite en ligne
- Seattle University
- Université Stanford
- Le webmestre du W3C Jean-Guilhem Rouel
- Yahoo - sur Yahoo Local